# Chosŏn ryori
Chosŏn ryori (tiếng Hàn: 조선료리; Hanja: 朝鮮料理) là một trang web của Bắc Triều Tiên.
Trang web được liên kết với Hiệp hội Nấu ăn Triều Tiên, được công bố vào năm 2012 và ra mắt vào giữa năm 2014.
Quyền truy cập vào trang web bị chặn ở Hàn Quốc trên cơ sở Đạo luật An ninh Quốc gia.
Hiệp hội cũng xuất bản một tạp chí cùng tên.